# جيمس رالف
جيمس رالف (9 أكتوبر 1975 - ) (بالإنجليزية: James Ralph)‏ هو لاعب كريكت بريطاني. شارك مع منتخب إنجلترا للكريكت.

## وصلات خارجية
- جيمس رالف على موقع إي آس بي آن كريك إنفو (الإنجليزية)